# Michail Michajlovič Kas'janov
Michail Michajlovič Kas'janov (in russo Михаи́л Миха́йлович Касья́нов?; Mosca, 8 dicembre 1957) è un politico russo, già primo ministro della Russia dal 2000 al 2004. In precedenza, era stato primo vice primo ministro nel 2000 e ministro delle finanze dal 1999 al 2000. Durante gli anni 1990, ha lavorato nell'amministrazione del presidente Boris El'cin in diverse posizioni prima di unirsi alla prima amministrazione del presidente Vladimir Putin. Ha il grado civile di consigliere di Stato effettivo della Federazione Russa di 1ª classe.
Da quando ha lasciato il governo per disaccordi sulla politica economica, è diventato uno dei principali critici del presidente Putin ed un leader dell'opposizione. Nel 2008, Kas'janov è stato candidato all'elezione del presidente della Russia, ma durante la campagna elettorale gli è stata negata la partecipazione per motivi politici. Nel 2010, ha co-fondato la coalizione Partito della Libertà Popolare ("Per la Russia senza illegalità e corruzione") ed è diventato uno dei leader del partito. È stato un oratore attivo durante le proteste russe del 2011-2013 per elezioni eque. Dal 2015 è leader del partito politico Partito della Libertà Popolare (PARNAS). Nel 2005-2007, è stato uno dei leader della coalizione di opposizione L'Altra Russia e del movimento di protesta democratica..

## Biografia
Nato nell'insediamento di Solncevo vicino a Mosca. Suo padre era un insegnante di matematica e preside di una scuola locale che, quale membro dell'Armata Rossa, partecipò ad alcune importanti azioni nella seconda guerra mondiale e combatté fino alla vittoria nel 1945. La madre di Kasyanov era un'economista, capo di un dipartimento di una società di costruzioni governativa (Glavmosstroj). Nella sua infanzia Mikhail ha studiato in una scuola di musica ed ha suonato il violoncello. Al liceo ha suonato in un gruppo rock.
Nel 1974 Kas'janov entrò all'Università automobilistica e di costruzione stradale di Mosca. Dal 1976 al 1978 prestò servizio militare nella guardia d'onore presso l'Ufficio del Comandante di Mosca, che oggi è il Reggimento del Cremlino del Servizio Federale di Protezione. Dal 1978 al 1981, divenne tecnico e poi ingegnere presso l'istituto scientifico del Comitato di Stato per la costruzione dell'URSS. All'epoca studiava ancora all'Università automobilistica e di costruzione stradale di Mosca. Terminò nel 1981. Dopo la laurea per nove anni Kas'janov ha lavorato presso il Comitato di pianificazione statale (Gosplan) come ingegnere, economista, specialista leader e capo del settore. Nel 1987 ha conseguito il diploma dei corsi di economia superiore presso Gosplan.

### Primo ministro
Il 17 maggio 2000, la Duma di Stato russa approvò la candidatura a primo ministro di Michail Kas'janov. Il presidente del gabinetto ha iniziato a perseguire la politica di collaborazione attiva con la comunità imprenditoriale e la società civile.

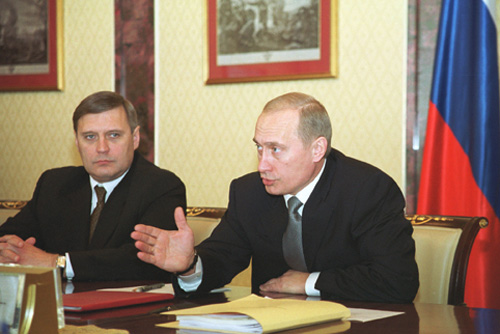
Kas'janov con Vladimir Putin, 2000

Durante il suo mandato di quattro anni, il gabinetto di Kas'janov ha lanciato una serie di riforme strutturali: riforma fiscale e di bilancio, liberalizzazione del controllo dei capitali e del commercio estero, riforma doganale, riorganizzazione delle infrastrutture nazionali, riforma delle pensioni, creazione del mercato fondiario e altro. Queste riforme hanno portato la Russia ad una crescita economica sostenibile. L'inflazione è stata ridotta in modo significativo, l'economia e il reddito delle persone sono cresciuti di un terzo mentre i prezzi del petrolio erano al livello di 20-25 dollari al barile.
Gli esperti ritengono che la riforma fiscale del 2000-2002 sia stata una delle riforme di maggior successo del gabinetto di Kas'janov. È stata introdotta un'aliquota forfettaria dell'imposta sul reddito (13%). Tutte le imposte sulla cifra d'affari sono state eliminate. L'IVA è stata ridotta al 18% e le tasse sociali al 26%. Queste misure, insieme alla politica di forte disciplina fiscale, hanno aumentato significativamente le entrate di bilancio.
Oltre a questo, nel 2003 il gabinetto di Kas'janov ha riformato la tassazione del settore petrolifero ed ha istituito uno speciale fondo di stabilizzazione. Di conseguenza, il flusso di entrate di bilancio da questo settore è aumentato ed il Fondo di stabilizzazione ha iniziato ad accumulare quantità significative di valuta estera, creando un airbag finanziario per il Paese. Era un periodo di liberalizzazione finanziaria complessiva.
Un importante risultato del gabinetto di Kas'janov è stata l'attuazione della politica di incoraggiamento delle piccole imprese. L'introduzione di un sistema fiscale semplificato, la facile registrazione statale delle imprese e il divieto di frequenti ispezioni da parte delle agenzie statali sono state tra queste misure.
Fu durante il periodo di Michail Kas'janov come primo ministro russo che iniziò il trasferimento di terreni agricoli alla proprietà privata. Con il meccanismo di sostegno al credito per la produzione agricola, molto rapidamente la Russia è diventata nuovamente uno dei principali esportatori di grano dopo decenni di enormi importazioni annuali.
Kas'janov è stato destituito, insieme all'intero gabinetto russo, dal presidente Vladimir Putin il 24 febbraio 2004 dopo più di tre anni in carica, due settimane prima delle elezioni presidenziali russe del 14 marzo 2004. Ci sono stati disaccordi tra Kas'janov e Putin su questioni di politica. Il presidente ha dichiarato alla televisione nazionale: "Questa decisione non ha alcuna relazione con la valutazione delle prestazioni della precedente composizione del governo. È stato dettata dal mio desiderio di delineare ancora una volta la mia posizione sulla questione di quale corso di sviluppo il Paese prenderà dopo il 14 marzo 2004".